# Solina (gemeente)
De gemeente Solina is een landgemeente in het Poolse woiwodschap Subkarpaten, in powiat Leski.
De zetel van de gemeente is in Polańczyk (voorheen Solina).
In 2016 telde de gemeente 5298 inwoners.

## Oppervlakte gegevens
In 2002 bedroeg de totale oppervlakte van gemeente Solina 184,25 km², waarvan:
- agrarisch gebied: 22%
- bossen: 54%

De gemeente beslaat 22,07% van de totale oppervlakte van de powiat.

## Demografie
Stand per 2016:
| Omschrijving                   | Totaal | Totaal | Vrouwen | Vrouwen | Mannen | Mannen |
| ------------------------------ | ------ | ------ | ------- | ------- | ------ | ------ |
| eenheid                        | aantal | %      | aantal  | %       | aantal | %      |
| inwoners                       | 5298   | 100    | 2654    | 50,1    | 2644   | 49,9   |
| bevolkingsdichtheid (inw./km²) | 28,8   | 28,8   | 14,4    | 14,4    | 14,4   | 14,4   |

In 2015 bedroeg het gemiddelde bruto-inkomen per inwoner 3504,61 zł.

## Administratieve plaatsen (sołectwo)

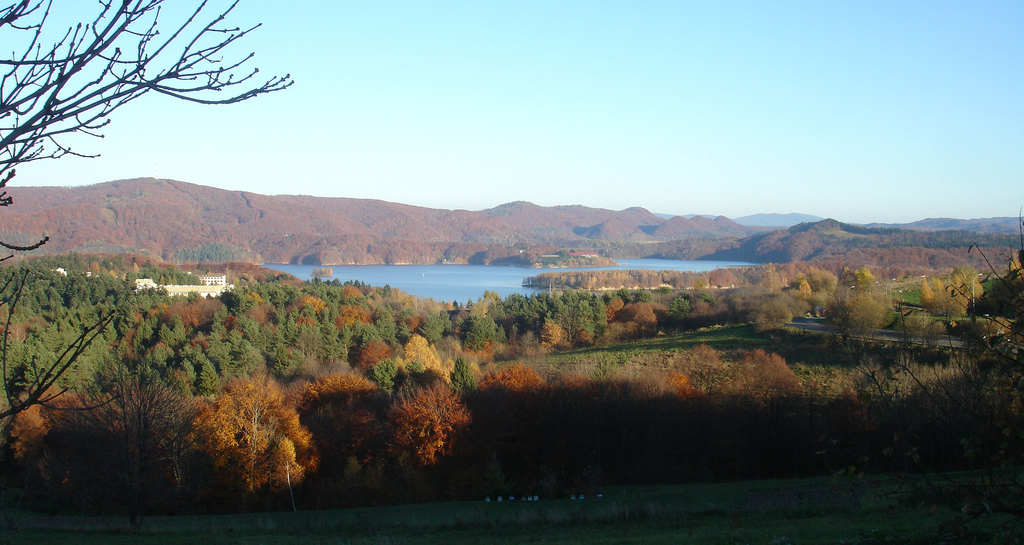
Solina gezien vanuit Polańczyk, november 2005

Polańczyk, Jawor, Polańczyk, Berezka, Myczkowce, Zawóz, Bóbrka, Myczków, Teleśnica Oszwarowa, Teleśnica Sanna, Wołkowyja, Bukowiec, Terka

## Aangrenzende gemeenten
Baligród, Cisna, Czarna, Lesko, Olszanica, Ustrzyki Dolne